# Stazione di Minami-Ōdaka
La stazione di Minami-Ōdaka (南大高駅?, Minami-Ōdaka-eki) è una stazione ferroviaria situata nel quartiere di Midori-ku della città di Nagoya, nella prefettura di Aichi in Giappone. La stazione è gestita dalla JR Central e serve la linea principale Tōkaidō.

## Linee
JR Central
■ Linea principale Tōkaidō

## Struttura
La stazione è costituita da un marciapiede a isola centrale e uno laterale con 3 binari in superficie.
| 1-2 | ■ Linea principale Tōkaidō | per Nagoya, Gifu e Ōgaki |
| 3   | ■ Linea principale Tōkaidō | per Toyohashi e Taketoyo |

## Stazioni adiacenti
| ≪                                 | Servizio                 | ≫                        |
| Linea principale Tōkaidō          | Linea principale Tōkaidō | Linea principale Tōkaidō |
| --------------------------------- | ------------------------ | ------------------------ |
| Kyōwa                             | Locale                   | Ōdaka                    |
| Tutti gli altri treni non fermano |                          |                          |